# رابین گود
رابین گود (انگلیسی: Robin Goad؛ زادهٔ ۱۷ ژانویه ۱۹۷۰) وزنه‌بردار اهل ایالات متحده آمریکا است.
وی در مسابقات کشوری و بین‌المللی در مجموع برندهٔ ۲ مدال طلا، ۱ مدال نقره، ۲ مدال برنز شده‌است.